# Возвращение с фронта
«Возвращение с фронта» — российский фильм в жанре военная драма Николая Гадомского. Выход в широкий прокат в России состоялся 21 апреля 2022 года.
«Возвращение с фронта» является расширенной версией 50-минутного фильма «Солнцем поцелованные», снятого в 2019 году по одноимённому рассказу забайкальской писательницы Елены Чубенко.

## Сюжет
Действие фильма происходит во время Великой Отечественной войны. Фильм рассказывает о молодой девушке, которая возвращается домой с фронта, где была санитаркой и спасала советских солдат. Но и дома она не находит покой, так как её преследуют чудовищные воспоминания…

## В ролях
| Актёр               | Роль               |
| ------------------- | ------------------ |
| Любовь Гамова       | Матрёна            |
| Анатолий Горковенко | Елисей             |
| Елена Зорина        | Паша               |
| Эльвира Плотникова  | Анютка             |
| Светлана Алферова   | Анна               |
| Юлия Просянникова   | Верка              |
| Дмитрий Шестаков    | Ганька             |
| Елена Сафронова     | Валентина          |
| Ирина Нольфина      | Рая                |
| Евгений Нимаев      | водитель полуторки |
| Ашот Акопян         | в эпизоде          |